# جان بلکتورن

جان بلک‌تورن و مارِکو در مینی‌سریال شوگون

جان بلک‌تورن (انگلیسی: John Blackthorne) قهرمان رمان شوگون نوشته جیمز کلیول (۱۹۷۵)، این رمان برداشتی آزادانه از حوادث زندگی از ویلیام آدامز (دریانورد) در اوایل قرن هفدهم است. ویلیام آدامز اولین انگلیسی بود که پا بر ژاپن گذاشت. این شخصیت همچنین در مینی‌سریال تلویزیونی شوگون، با بازی ریچارد چمبرلین ظهور دارد.